# Dorynota matogrossoensis
Dorynota matogrossoensis is een keversoort uit de familie bladkevers (Chrysomelidae). De wetenschappelijke naam van de soort werd in 2005 gepubliceerd door Borowiec. De naam is afgeleid van de Braziliaanse provincie Mato Grosso, waar het kevertje voor het eerst werd gevonden. Het kevertje is ongeveer 12 millimeter lang en net zo breed. De kleur is geelbruin